# Paracymoriza albalis
Paracymoriza albalis är en fjärilsart som beskrevs av Yutaka Yoshiyasu 1987. Paracymoriza albalis ingår i släktet Paracymoriza och familjen Crambidae. Inga underarter finns listade i Catalogue of Life.